# Leuternis
Els leuternis foren uns gegants expulsats per Hèrcules de les planes de Flegra, a la península de Pal·lene, a Tràcia durant la Gigantomàquia, i es van anar a establir a Leuca, a Iapígia. Per això el districte s'anomenà també Leutèrnia.